# STS-115
STS-115 je označení letu raketoplánu Atlantis k Mezinárodní vesmírné stanici. Hlavním úkolem mise byla doprava a montáž levé části nosníku stanice a páru panelů s fotovoltaickými (slunečními) články.

## Posádka
- Brent Jett (4), velitel
- Christopher Ferguson (1), pilot
- Joseph Tanner (4), letový specialista
- Daniel Burbank (2), letový specialista
- Heidemarie Stefanyshyn-Piperová (1), letový specialista
- Steven MacLean (2), letový specialista

(v závorkách je uveden dosavadní počet letů do vesmíru včetně této mise).

## Průběh mise
Raketoplán odstartoval 9. září 2006 v 17:14:55 SELČ. V nákladovém prostoru vezl na stanici jako jediný stavební komplet dva příhradové nosníky (ITS-P3 a ITS-P4) se dvěma panely (4A a 2A) s fotovoltaickými články, který byl nainstalován na ISS během tří výstupů dvojic astronautů do kosmického prostoru. Raketoplán přistál na dráze 33 Kennedyho vesmírného střediska 21. září 2006 ve 12:21 SELČ.